# Болотников, Сергей Владимирович
Сергей Владимирович Болотников (род. 24 сентября 1961) — российский гитарист, композитор, аранжировщик, вокалист, автор текстов. Фронтмен рок-группы Boloband. На протяжении музыкальной карьеры участвовал в составе ряда известных коллективов, а также работал в качестве композитора и сессионного музыканта в ряде музыкальных проектов.

## Биография
Родился в 1961 году в городе Уфе. В юношестве увлекся игрой на гитаре. Отучившись 3 года в институте, бросил учёбу, чтобы полностью заняться музыкой. После срочной службы в рядах Советской армии остался жить в Ленинграде. Женат, имеет двух дочерей. Православный.

## Основные вехи творческой биографии
- 1981 — Создание собственной группы «Союз». В этом же году состоялся выпуск одноимённого альбома.
- 1985 — Работа в качестве гитариста в группе «Тамбурин» по приглашению Владимира Леви и совместный тур с поездом «Комсомольская правда» по Дальнему Востоку.
- 1986 — Работа в группе «Санкт-Петербург» по приглашению В. Рекшана, участие в «Пятилетнем» рок-фестивале ленинградского «Рок-клуба».
- 1986 — Работа в группе «Балерина» по приглашению К. Широкова при Ленконцерте.
- 1986 — Участие в записи песни И. Шмаляковского «Дневник» в исполнении Валентины Легкоступовой.
- 1987 — Работа в группе «Марафон» В. Резникова.
- 1988 — Работа в группе «Земляне»[кем?] В. Киселёва, турне по более чем 80 городам СССР.[источник не указан 1766 дней]
- 1988 — Совместно с В. Киселёвым создание группы «Санкт-Петербург II». Первый релиз собственных песен: «Русские», «Идиллия», «Не уходи», «Сердце из снега».[источник не указан 1766 дней] Песня «Русские» стала лауреатом и дипломантом всесоюзного конкурса «Песня-89» в Москве.
- 1989 — Участие в записи альбома Н. Корзинина «Камни Санкт-Петербурга».
- 1992 — Работа в группе «Собрание сочинений и Михаил Боярский».
- 1995 — Создние собственной группы «ОДА».
- 1996 — Участие в фестивале, посвящённом трёхсотлетию русского флота, г. Архангельск.
- 1997 — Выпуск авторской видеошколы «Уроки игры на гитаре. Импровизация», студия И. А. Шадхана.
- 1998 — Запись саундтрека к кинофильму «Сеньора» (Россия-Аргентина, реж. М. Богин). Участие в музыкальном форуме «Москва — Jurmala '98».
- 1999 — Участие в полнометражном художественном фильме «Сказ про Федота Стрельца» (соло на гитаре).
- 2002 — Участие в концерте «Лучшие гитары России» в БКЗ «Октябрьский».
- 2002 — Участие в концерте Л. Луста в программе «Все только начинается…», БКЗ «Октябрьский».
- 2003 — Участие в концерте в БКЗ «Октябрьский» совместно с Кеном Хенсли и симфоническим оркестром под управлением Р. Мартынова.
- 2003 — Выпуск видеоклипа «Бомбей» (реж. А. Анфёров), занявшего 1 место на фестивале клипов «Видео-рок» в номинации «лучший малобюджетный клип».
- 2003 — Выпуск видеоклипа на композицию «Буэнос-Айрес».
- 2005 — Участие в концертах Ларисы Луста в БКЗ «Октябрьский».
- 2005 — Запись гитарной партии в сериале «Талисман любви», фрагменты которой звучали в сериале «Не родись красивой».
- 2005 — Участие в записи альбома группы «Старая Ладога» (гитара).
- 2006 — Участие в записи клипа Ларисы Луста и Сергея Пенкина «Призрак Оперы» (Э. Ллойда Уэббера).
- 2008 — Участие в мероприятии Виртуозы арт-рока и электрик-арта в акции «Нет наркотикам!» в рамках Третьего Московского Фестиваля современного интеллектуального искусства «N’ART»[5]
- 2008 — Участие в фестивале «Noumenart», Москва.
- 2008 — Участие в пивном фестивале «Балтика», СПб.
- 2009 — Запись музыки к сериалу «Сонька, золотая ручка 2» реж. В. Мережко.
- 2009 — Участие в фестивале памяти С. Данилова.
- 2010 — Запись песни Б. Галкина к х/ф «Отставник-2».
- 2015 — Выступление на закрытии мотосезона байкеров на Дворцовой площади.[6]
- 2019 — Участие в XV фестиваеь искусств «Серебряная псалтирь».[7]
- 2020 — Участие в записи песен группы «Стекла» для сборника «Бессмертный полк 1945—2020».[8]

## Дискография
- 1983 — «Союз», группа «Союз».
- 1995 — «С. В.Б», сольный альбом, студия «Фонтанка records», звукооператор Р. Батаргин.
- 1996 — «Наказало небо», студия Ленфильма, звукооператор В. Справцев.
- 1997 — «Облако», «ZB records», Сергей Болотников и группа «ОДА».
- 1999 — «Металлические пальцы».
- 2000 — «Спасибо за то, что вы мне не открыли», «БОМБА-Питер».
- 2002 — «Сергей Болотников — Best», «KDK Records».
- 2004 — «В нужное время в ненужном месте», Boloband и А. Репин, «KDK Records».
- 2006 — «Наказало небо», переиздание в формате CD, «Антроп Records».
- 2006 — «Состояние», С. Болотнитков на стихи В. Макарова, «KDK Records».
- 2008 — «Кому повем», студия «Спарк».
- 2010 — «Покашеки».
- 2014 — «Настоящая минута прошедшего времени».
- 2017 — «Сбой хамелеона», студия «Спарк».
- 2018 — «Two Diesel Coffin», студия «Кашалот».
- 2019 — «Alice in Bololand», студия «Boloroller», типография «Спарк».